# S. P. Jananathan

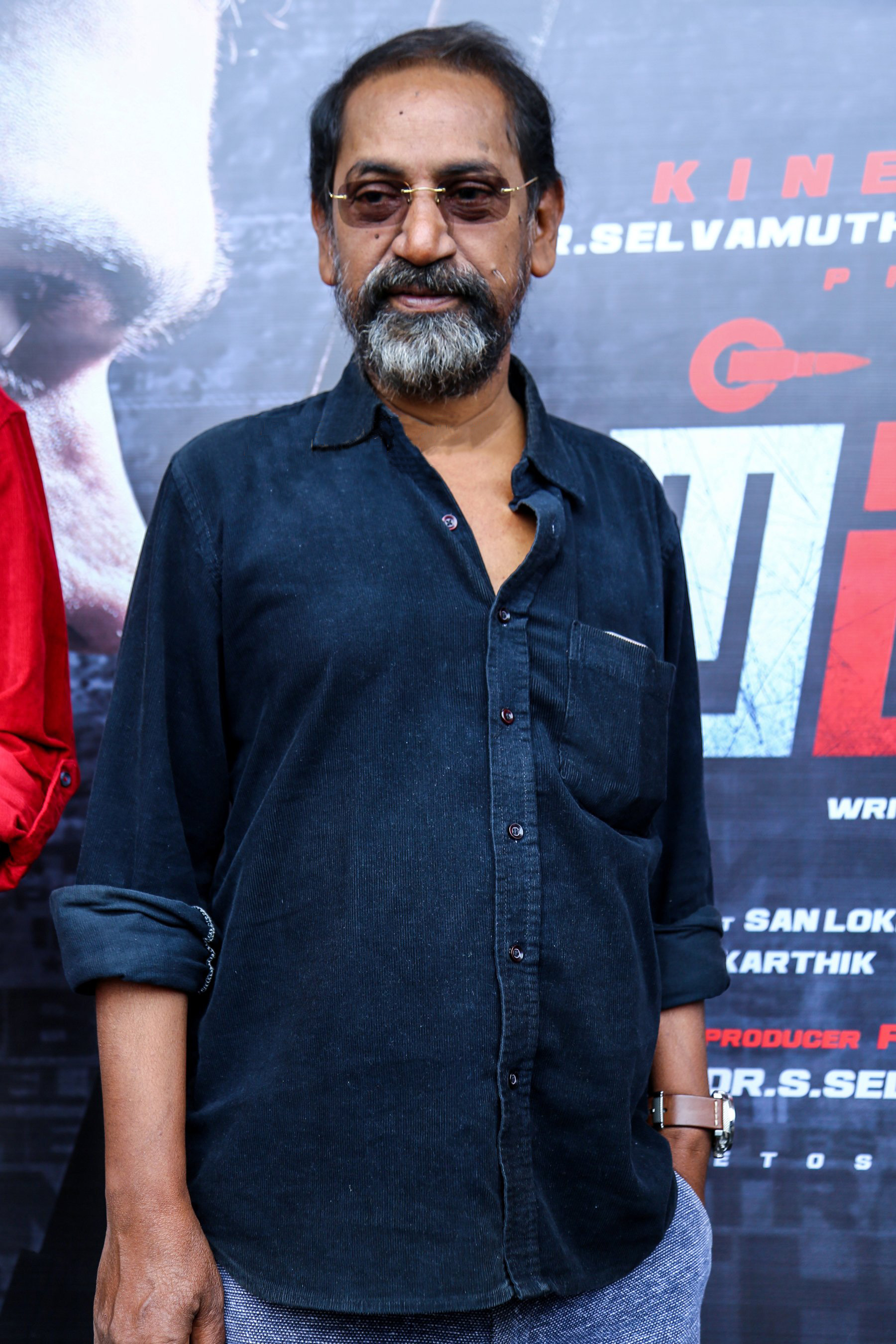
S.P. Jananathan al Tharkaapu Audio Launch

S. P. Jananathan (Thanjavur, 7 maggio 1959 – Chennai, 14 marzo 2021) è stato un regista e sceneggiatore indiano.

## Biografia

### Carriera
Il primo film da lui diretto, Iyarkai (2003), pur non riuscendo a soddisfare le aspettative al botteghino, vinse il National Film Award per il miglior film in lingua tamil nel 2004. Ha lavorato come assistente di registi come B. Lenin, Bharathan, Vincent Selva e Keyar.
Nel 2015 debuttò come produttore con il film Purampokku Engira Podhuvudamai.

### Morte
L'11 marzo 2021 i suoi assistenti lo trovarono privo di sensi nella sua residenza di Chennai. Morirà il 14 marzo 2021 dopo essere rimasto incosciente per due giorni a causa di un arresto cardiaco. Prima del decesso era stato ricoverato in un ospedale privato a Chennai in cui era sottoposto al supporto di un respiratore. Aveva 61 anni.

## Filmografia

### Regista e sceneggiatore
- Iyarkai (2003)
- E (2006)
- Peraanmai (2009)
- Purampokku (2015)
- Laabam (2021)